# دولون نور
دولون نور (به لاتین: Dolon Nor) یک شهرک در جمهوری خلق چین است که در Duolun County واقع شده‌است. دولون نور ۱٬۲۳۷ متر بالاتر از سطح دریا واقع شده‌است.